# Elite Volley Aarhus
Elite Volley Aarhus est un club danois de volley-ball fondé en 2011 et basé à Aarhus, évoluant pour la saison 2019-2020 en Volleyligaen Damer.

## Palmarès
- Coupe du Danemark
  - Finaliste : 2005, 2019.

## Historique des logos

Logo d'Aarhus Volleyball
Logo d'Elite Volley Aarhus

## Effectifs

### Saison 2020-2021
| No                                              | Nom                                             | Date de naissance                               | Taille                         | Poids                          | Poste                          |
| ----------------------------------------------- | ----------------------------------------------- | ----------------------------------------------- | ------------------------------ | ------------------------------ | ------------------------------ |
| 1                                               | Anne Semb Christophersen                        | 29 octobre 1997                                 | 165                            |                                | Libero                         |
| 2                                               | Anne Katrine Ravn                               | 5 juillet 1992                                  | 176                            | 68                             | Passeuse                       |
| 3                                               | Natascha Winther Olsen                          | 19 décembre 1990                                | 178                            |                                | Centrale                       |
| 4                                               | Sara Marie Vindum Hansen                        | 25 janvier 1998                                 | 184                            |                                | Centrale                       |
| 5                                               | Eva Winther Nagata                              | 1er septembre 1997                              | 175                            |                                | Réceptionneuse-attaquante      |
| 6                                               | Julie Jensen                                    | 20 avril 1998                                   | 177                            | 62                             | Réceptionneuse-attaquante      |
| 7                                               | Réka Luca Körtvélyessy                          | 29 août 2000                                    | 174                            | 65                             | Réceptionneuse-attaquante      |
| 8                                               | Tenna Skyum Donslund                            | 10 août 1995                                    | 176                            | 61                             | Réceptionneuse-attaquante      |
| 9                                               | Emilie Stenholt Krogh                           | 30 septembre 1997                               | 185                            | 65                             | Réceptionneuse-attaquante      |
| 10                                              | Frederikke Stenholt Krogh                       | 7 avril 2002                                    | 186                            | 68                             | Réceptionneuse-attaquante      |
| 11                                              | Teresa Haugaard Nielsen                         | 26 avril 1995                                   | 191                            |                                | Centrale                       |
| 14                                              | Ditte Kjær Hansen                               | 17 mars 1997                                    | 160                            |                                | Libero                         |
| 16                                              | Louise Holm Iversen                             | 19 novembre 2001                                | 171                            | 70                             | Passeuse                       |
| 17                                              | Rebekka Leitzke                                 | 24 janvier 1999                                 | 183                            |                                | Centrale                       |
| 18                                              | Camilla Holm Iversen                            | 30 janvier 1999                                 | 176                            |                                | Attaquante                     |
|                                                 |                                                 |                                                 |                                |                                |                                |
| Encadrement technique                           | Encadrement technique                           |                                                 | Légende                        | Légende                        | Légende                        |
| Entraîneur : Valþór Ingi Karlsson               | Entraîneur : Valþór Ingi Karlsson               | Entraîneur : Valþór Ingi Karlsson               | : Capitaine                    | : Capitaine                    | : Capitaine                    |
| Entraîneur(s) adjoint(s) : Simon Kamp Danielsen | Entraîneur(s) adjoint(s) : Simon Kamp Danielsen | Entraîneur(s) adjoint(s) : Simon Kamp Danielsen | : Joueuse blessée actuellement | : Joueuse blessée actuellement | : Joueuse blessée actuellement |